# Lord Finesse
Роберт Холл-младший (англ. Robert Hall Jr.; род. 19 февраля 1970, Бронкс, Нью-Йорк, Нью-Йорк), более известный под сценическим псевдонимом Lord Finesse — американский рэпер и музыкальный продюсер, работающий в стиле хип-хоп, и наиболее известный как лидер группы D.I.T.C.

## Карьера
В 1989 году Финесс и его бывший партнёр DJ Mike Smooth подписали контракт с лейблом Wild Pitch Records, домом других популярных хип-хоп-исполнителей, таких как Gang Starr, Main Source, Chill Rob G, Percee P и O.C.. В 1990 году дуэт выпустил свой дебютный альбом Funky Technician. В альбоме приняли участие будущие звёздные битмейкеры DJ Premier, Diamond D и Showbiz. Вскоре после этого Финесс сформировал популярную нью-йоркскую андеграунд команду D.I.T.C., название которой является аббревиатурой от «Diggin In The Crates», вместе с Showbiz & A.G. и Diamond D. Будущими участники группы стали Fat Joe, O.C., Buckwild, и Big L.
Финесс вернулся в качестве сольного исполнителя в начале 1992 года со своим вторым альбомом, Return of the Funky Man. На альбоме приняли участие рэперы Percee P и AG. Заглавная песня альбома достигла 13 места в чарте Hot Rap Singles. Return of the Funky Man' также включал в себя пару песен, которые были спродюсированы самим Финесс'ом, и это станет началом карьеры очень уважаемого хип-хоп-продюсера. В 1994 году Финесс спродюсировал трек «Suicidal Thoughts» для классического дебюта The Notorious B.I.G., Ready to Die. В 1995 году он спродюсировал большую часть дебютного альбома Big L, Lifestylez Ov Da Poor & Dangerous, включая сингл «M.V.P.» и появился на одной из самых ярких песен альбома — «Da Graveyard». Он вернулся в качестве исполнителя в 1996 году с ныне редким синглом «Check The Method», а затем с признанным альбомом The Awakening. Финесс спродюсировал весь альбом сам и привлёк большое количество гостей, включая KRS-One, MC Lyte, Akinyele, Diamond D, Showbiz & A.G., O.C. и Kid Capri. Андеграунд сингл «Actual Facts» с участием Sadat X, Large Professor и Grand Puba, был включён как скрытый трек на альбоме.
Финесс не выпустил студийного альбома после этой работы, но продолжил свою работу над продюсированием. В 1997 году он спродюсировал заглавный трек для признанного критиками альбома  O.C. Jewelz и трек «Channel 10» из дебютного альбома Capone-N-Noreaga The War Report. Финесс выпустил микстейп под названием Diggin' On Blue в 1999 году. Позже в том же году он спродюсировал трек «The Message» на втором альбоме Dr. Dre 2001. В настоящее время Финесс работает над проектом ремиксов Funky Technician, а также над новым альбомом D.I.T.C.. Вместе с этими проектами он и DJ Premier работают над посмертным альбомом Big L.
В 1998 году Финесс предоставил вокальный семпл на припеве для «The Rockafeller Skank», хитового сингла британского музыканта Fatboy Slim из его альбома You’ve Come a Long Way, Baby. В песне есть повторяющаяся фраза Финесса «Right about now, the funk soul brother. Check it out now, the funk soul brother». Эта строка была взята из песни «Vinyl Dog Vibe» группы Vinyl Dogs с произнесённым Финессом словом вначале, вырезанным из полной строки: «Check it out right about now. It’s no other than the funk soul brother, the Lord Finesse. And you’re welcome to the world of the Vinyl Dogs right about now. So if you’re diggin', peep how we do it like this»
Лорд Финесс вернулся к микрофону на альбоме White People группы Handsome Boy Modeling School в 2004 году. Он поучаствовал в песне под названием «Rock 'N' Roll (Could Never Hip-Hop Like This) pt. 2», в сотрудничестве с известным олд-скул диджеями Grand Wizard Theodore и Jazzy Jay. На альбоме приняли участие Честер Беннингтон и Майк Шинода из Linkin Park, а также Rahzel, а затем и The Roots.
В июне 2012 года Финесс подал иск на 10 миллионов долларов против лейбла Rostrum Records и DatPiff за использование семпла песни Финесса «Hip 2 Da Game», использованной в песне Mac Miller 2010 года «Kool-Aid and Frozen Pizza». В январе 2013 года иск был урегулирован на нераскрытую сумму.
В 2014 году Lord Finesse спродюсировал ремикс для шведской рэп-группы Looptroop Rockers для сингла «Another Love Song».

## Дискография

### Студийные альбомы
- 1992: Return of the Funky Man
- 1996: The Awakening

### Совместные альбомы
- 1990: Funky Technician (Lord Finesse & DJ Mike Smooth)

### Инструментальные  альбомы
- 2006: Instrumentals
- 2013: Funky Man: The Prequel (Instrumentals)
- 2014: The SP1200 Project: A Re-Awakening
- 2014: The SP1200 Project: Dat Signature Sound

### Сборники
- 2012: Funky Man: The Prequel

| Название                | Детали альбома                                                                                                  | Высшие позиции в чарте             |
| Название                | Детали альбома                                                                                                  | Top R&B/Hip-Hop Albums (Billboard) |
| ----------------------- | --- | ---------------------------------- |
| Funky Technician        | - Выпущен: 6 февраля 1990 года - Лейбл: Wild Pitch Records/EMI Records - Формат: CD, CS                         | 93                                 |
| Return of the Funky Man | - Выпущен: 11 февраля 1992 года - Лейбл: Giant/Reprise/Warner Bros. Records - Формат: CD, CS                    | 95                                 |
| The Awakening           | - Выпущен: 20 февраля 1996 года - Лейбл: Penalty Recordings/Tommy Boy/Warner Bros. Records - Формат: CD, CS, LP | 36                                 |

### Синглы
- 1989: «Baby, You Nasty»/«Track the Movement» (Lord Finesse & DJ Mike Smooth)
- 1990: «Stricly for the Ladies»/«Back to Back Rhyming» (Lord Finesse & DJ Mike Smooth)
- 1990: «Funky Technician»/«Bad Mutha» (Lord Finesse & DJ Mike Smooth)
- 1991: «Return of the Funky Man»/«Fuck Em»
- 1992: «Party Over Here»/«Save That Shit»
- 1995: «Hip 2 Da Game»/«No Gimmicks»
- 1996: «Gameplan»/«Actual Facts»

| Год  | Сингл                                                                          | Высшие позиции в чартах журнала Billboard | Высшие позиции в чартах журнала Billboard | Альбом                  |
| Год  | Сингл                                                                          | US Rap (Billboard)                        | Hot Dance Singles Sales                   | Альбом                  |
| ---- | ------------------------------------------------------------------------------ | ----------------------------------------- | ----------------------------------------- | ----------------------- |
| 1992 | «Return Of The Funky Man»                                                      | 13                                        | —                                         | Return of the Funky Man |
| 1995 | «No Gimmicks/Hip To The Game»                                                  | 36                                        | —                                         | The Awakening           |
| 1995 | «Hip To The Game»                                                              | —                                         | 42                                        | The Awakening           |
| 1996 | «Actual Facts/Game Plan» (Featuring Grand Puba, The Large Professor & Sadat X) | 37                                        | 32                                        | The Awakening           |

### Продюсер в фильмах
Информация о появлении песен в фильмах была взята из сайта IMDb.
- Class Act (1992) — «Set It Off Troop» (Lord Finesse)
- Trespass (1992) — «You Know What I’m About» (Lord Finesse)
- Кто этот тип? (1993) — «Ease Up» (Jesse West (as 3rd Eye) & The Group Home)
- Ноториус (2009) — «Suicidal Thoughts» (The Notorious B.I.G.)

## Фильмография

### Документальные фильмы
- The Voice of a Nation (1993)
- Freestyle: The Art of Rhyme (2000)
- SBX! Holding Down the Tradition (2003)
- Рэп как искусство (2012)
- Sample: Not for Sale (2012)
- Stretch and Bobbito: Radio That Changed Lives (2015)
- Эволюция хип-хопа (2018)
- The Fabulous Chi Ali (2019)

### Телевидение
- Video on Trial (телесериал) (2006)